# 赭麓街道 (芜湖市)
赭麓街道，是中国安徽省芜湖市镜湖区下辖的一个乡镇级行政单位。

## 行政区划
赭麓街道共辖以下地区：
弋江中路居委会、西洋里居委会、杨子新村居委会、建杨居委会、车站居委会、汀苑居委会、中国（芜湖）旅游商品经济园区社区。